# Kadaver

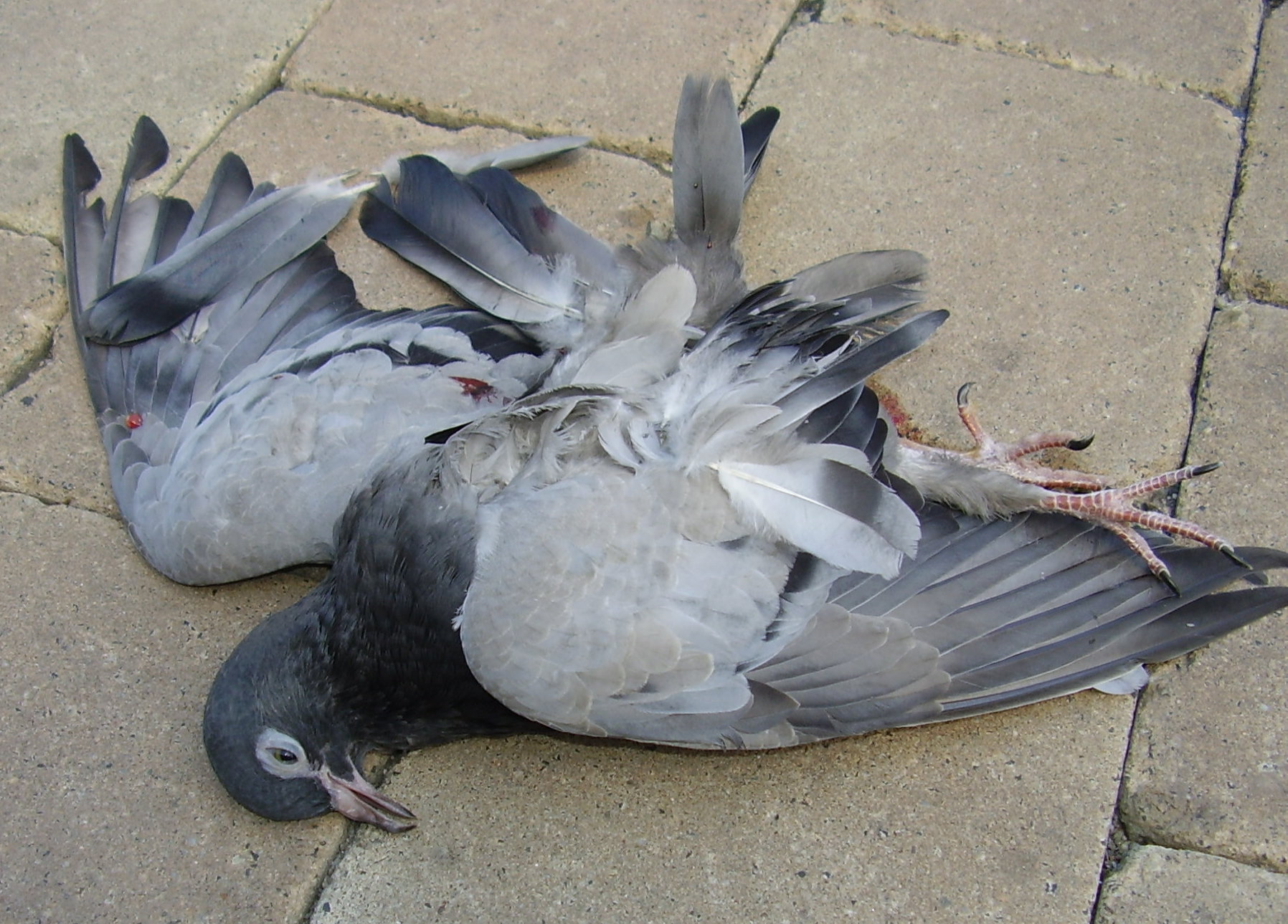
Kadaver van een duif

Een kadaver, karkas of kreng is een dood lichaam, in het bijzonder het dode lichaam van een dier. Bij een mens spreekt men meestal van lijk of stoffelijk overschot. De term "stoffelijk overschot" is algemener dan "lijk" omdat deze bijvoorbeeld ook van toepassing is als het lichaam niet meer één geheel is. Kadavers en lijken zijn een voedselbron van veel dieren en micro-organismen. In een gezonde biotoop is dit een belangrijke niche.

## Aaseters

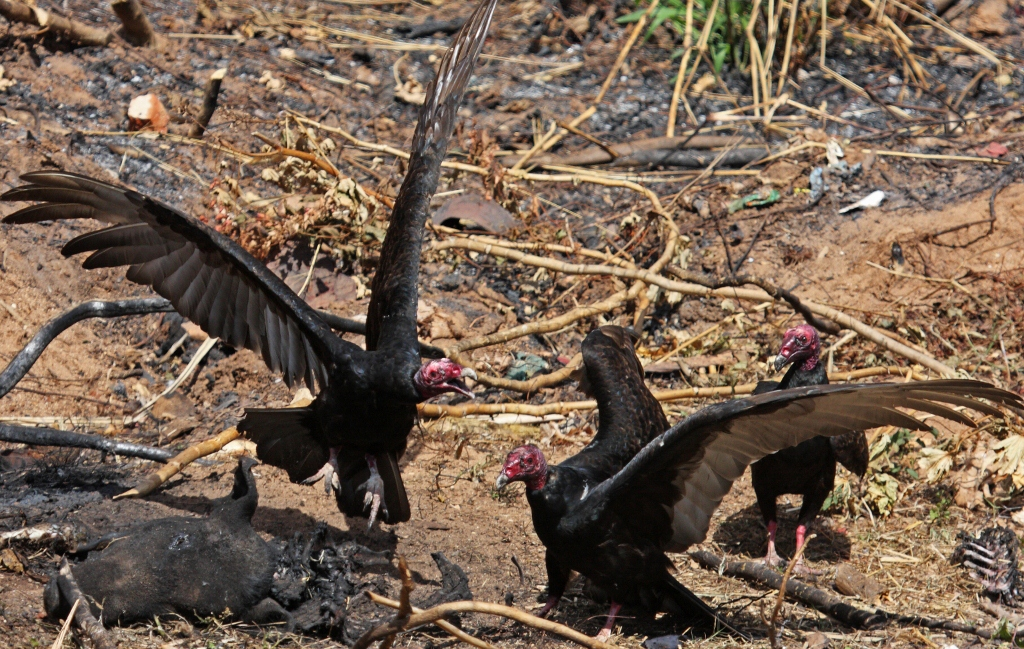
Roodkopgieren bij een dood rund in Cuba

Gieren zijn kadavereters, en behoren daarmee tot de ecologische groep van de aaseters. Een kadaver dat als voedsel dient wordt aas genoemd. 
Kadavereters in de Benelux zijn kraaien, raven en wilde zwijnen. Veel roofdieren, die als predator in het algemeen hun eigen prooi doden, zullen zelden een aangetroffen kadaver versmaden; de jachtluipaard is hierop een uitzondering. De mens is een alleseter en dus feitelijk ook een aaseter.
Krengen die in het water belanden worden gegeten door vissen zoals de Europese meerval en de paling.

## Insecten
Veel insecten, zoals vleesvliegen en aaskevers leggen hun eieren in dode dieren. De hieruit komende maden vreten aan het kadaver.

## Micro-organismen
Er zijn micro-organismen die een dier infecteren, dat vervolgens hieraan sterft, waarna dit micro-organisme zich sterk kan vermeerderen. Een voorbeeld is miltvuur (antrax).
Andere micro-organismen worden pas actief als het dier dood is. Een voorbeeld is de schuimlever bij runderkarkassen, die ontstaat door gasvorming door niet-pathogene Clostridium-sporen die ontluiken bij verlaagde zuurstofspanning (dus pas na de dood van het dier).